# (14844) 1988 VT3
1988 في تي 3 (ويعرف أيضًا باسم (14844) 1988 في تي 3 وفق تسمية الكوكب الصغير) (بالإنجليزية: 1988 VT3)‏ هو كويكب ضمن حزام الكويكبات؛ وترتيبه 14844 من حيث الاكتشاف.
اكتُشف هذا الجُرم الفلكي بواسطة هيروشي كانيدا في 14 نوفمبر 1988.

## وصلات خارجية
- (14844) 1988 VT3 في قاعدة بيانات مختبر الدفع النفاث لأجرام النظام الشمسي الصغيرة

- الاكتشاف · مخطط المدار ·  العناصر المدارية · المعلمات المادية

- (14844) 1988 VT3 على موقع ويكي سكاي: DSS2, SDSS, GALEX, IRAS, Hydrogen α, X-Ray, Astrophoto, Sky Map, Articles and images